# Lijst van voetbalinterlands Amerikaans-Samoa - Samoa
Deze lijst van voetbalinterlands is een overzicht van alle officiële voetbalwedstrijden tussen de nationale teams van Amerikaans-Samoa en Samoa. De landen hebben tot op heden tien keer tegen elkaar gespeeld. De eerste ontmoeting, een wedstrijd tijdens de Polynesië Cup 1994, werd gespeeld in Apia op 24 november 1994. Het laatste duel, een kwalificatiewedstrijd voor het Wereldkampioenschap voetbal 2026, vond plaats op 6 september 2024 in de Samoaanse hoofdstad.

## Wedstrijden
| №  | Plaats        | Datum            | Competitie                        | Wedstrijd                | Uitslag |
| -- | ------------- | ---------------- | --------------------------------- | ------------------------ | ------- |
| 1  | Apia          | 24 november 1994 | Polynesië Cup 1994                | Samoa − Amerikaans-Samoa | 3 − 1   |
| 2  | Rarotonga     | 8 september 1998 | OFC Nations Cup 1998 kwalificatie | Samoa − Amerikaans-Samoa | 4 − 0   |
| 3  | Papeete       | 14 juni 2000     | OFC Nations Cup 2000 kwalificatie | Amerikaans-Samoa − Samoa | 1 − 6   |
| 4  | Coffs Harbour | 9 april 2001     | WK 2002 kwalificatie              | Amerikaans-Samoa − Samoa | 0 − 8   |
| 5  | Apia          | 14 maart 2002    | OFC Nations Cup 2002 kwalificatie | Samoa − Amerikaans-Samoa | 5 − 0   |
| 6  | Apia          | 10 mei 2004      | WK 2006 kwalificatie              | Samoa − Amerikaans-Samoa | 4 − 0   |
| 7  | Apia          | 27 augustus 2007 | WK 2010 kwalificatie              | Amerikaans-Samoa − Samoa | 0 − 7   |
| 8  | Apia          | 26 november 2011 | WK 2014 kwalificatie              | Samoa − Amerikaans-Samoa | 1 − 0   |
| 9  | 'Ãtele        | 31 augustus 2015 | WK 2018 kwalificatie              | Samoa − Amerikaans-Samoa | 3 − 2   |
| 10 | Honiara       | 20 november 2023 | Pacifische Spelen 2023            | Samoa − Amerikaans-Samoa | 10 − 0  |
| 11 | Apia          | 6 september 2024 | WK 2026 kwalificatie              | Amerikaans-Samoa − Samoa | 0 − 2   |

## Samenvatting
| Competitie                   | Totaal gespeeld | Winst Am.-Samoa | Gelijk | Winst Samoa | Doelsaldo Am.-Samoa – Samoa |
| ---------------------------- | --------------- | --------------- | ------ | ----------- | --------------------------- |
| WK-kwalificatie              | 6               | 0               | 0      | 6           | 2 − 25                      |
| OFC Nations Cup-kwalificatie | 3               | 0               | 0      | 3           | 1 − 15                      |
| Polynesië Cup                | 1               | 0               | 0      | 1           | 1 − 3                       |
| Pacifische Spelen            | 1               | 0               | 0      | 1           | 0 − 10                      |
| Totaal                       | 11              | 0               | 0      | 11          | 4 − 53                      |